# Předměřice nad Jizerou
Předměřice nad Jizerou (en allemand : Pschedmierschitz an der Iser) est une commune du district de Mladá Boleslav, dans la région de Bohême-Centrale, en Tchéquie. Sa population s'élevait à 862 habitants en 2020.

## Géographie
Předměřice nad Jizerou est arrosée par la Jizera, un affluent de l'Elbe, et se trouve à 5 km au sud-ouest de Benátky nad Jizerou, à 19,5 km au sud-sud-ouest de Mladá Boleslav et à 32 km au nord-est de Prague.
La commune est limitée par Kochánky au nord, par Benátky nad Jizerou et Jiřice à l'est, par Milovice, Stará Lysá et Sojovice au sud, et par Tuřice à l'ouest.

## Histoire
La première mention écrite de la localité date de 1352.

## Administration
La commune se compose de deux quartiers :
- Předměřice nad Jizerou
- Kačov

## Transports
Par la route, Předměřice nad Jizerou se trouve à 6 km de Benátky nad Jizerou, à 29,5 km de Mladá Boleslav et à 37 km du centre de Prague. L'autoroute D10 traverse le territoire de la commune, contournant la localité par l'ouest. L'accès le plus proche à l'autoroute se trouve dans la commune voisine de Tuřice.